# Ihringen
Ihringen település Németországban, azon belül Baden-Württembergben. Lakosainak száma 6337 fő (2023. december 31.). Ihringen Breisach am Rhein és Vogtsburg im Kaiserstuhl községekkel határos.

## Népesség
A település népessége az elmúlt években az alábbi módon változott:
| Lakosok száma | 4395 | 4590 | 4603 | 4564 | 4774 | 5392 | 5693 | 5938 | 5890 | 6337 |
|               | 1961 | 1967 | 1974 | 1980 | 1987 | 1993 | 2000 | 2006 | 2013 | 2023 |